# Manekia naranjoana
Manekia naranjoana är en pepparväxtart som först beskrevs av C.Dc., och fick sitt nu gällande namn av Callejas. Manekia naranjoana ingår i släktet Manekia och familjen pepparväxter. Inga underarter finns listade i Catalogue of Life.